# جوناثان بينيا
جوناثان بينيا (مواليد 22 ديسمبر 1973) هو مبارز بالسيف من بورتوريكو، مثّل بلاده في الألعاب الأولمبية الصيفية 2000.

## روابط رياضية
جوناثان بينيا على موقع اللجنة الأولمبية الدولية (الإنجليزية)
- جوناثان بينيا على موقع أوليمبيديا (الإنجليزية)